# Frederik IV van Salm-Kyrburg
Frederik IV Ernst Otto Philip Anton Furnibert (Parijs, 14 december 1789 – Brussel, 14 augustus 1859) was soeverein vorst van Salm-Kyrburg van 1794 tot 1811.

## Leven
Frederik was de zoon van vorst Frederik III van Salm-Kyrburg en Johanna Franciska van Hohenzollern-Sigmaringen. Hij had nog twee oudere broers en een jonger zusje, maar alle drie stierven zeer jong.
Hij trouwde op 11 januari 1815 met Cécile Rosalie Prévôt, barones van Bordeaux (1783-1866). Ze kregen slechts één kind: Frederik Ernst Joseph Augustus (1823-1887).
Tijdens de regering van Frederik IV werd het vorstendom Salm (Westfalen) in 1806 lid van de Rijnbond. In 1811 verloor hij zijn gebied aan Frankrijk. In 1813 werd het vorstendom niet gerestaureerd, maar bij het koninkrijk Pruisen gevoegd als gemediatiseerd vorstendom. De afstammelingen van Frederik IV bleven echter wel hun titels en domeinen behouden.